# クマリの館
クマリの館（クマリのやかた）は、ネパール・カトマンズで女神クマリの化身として崇拝される少女が住む館。窓枠の木彫りが壮麗である3階建ての建物。1575年、ジャヤプラカーシャ・マッラ王による建造と伝えられる。ダルバール広場の一角にある。

## 概要

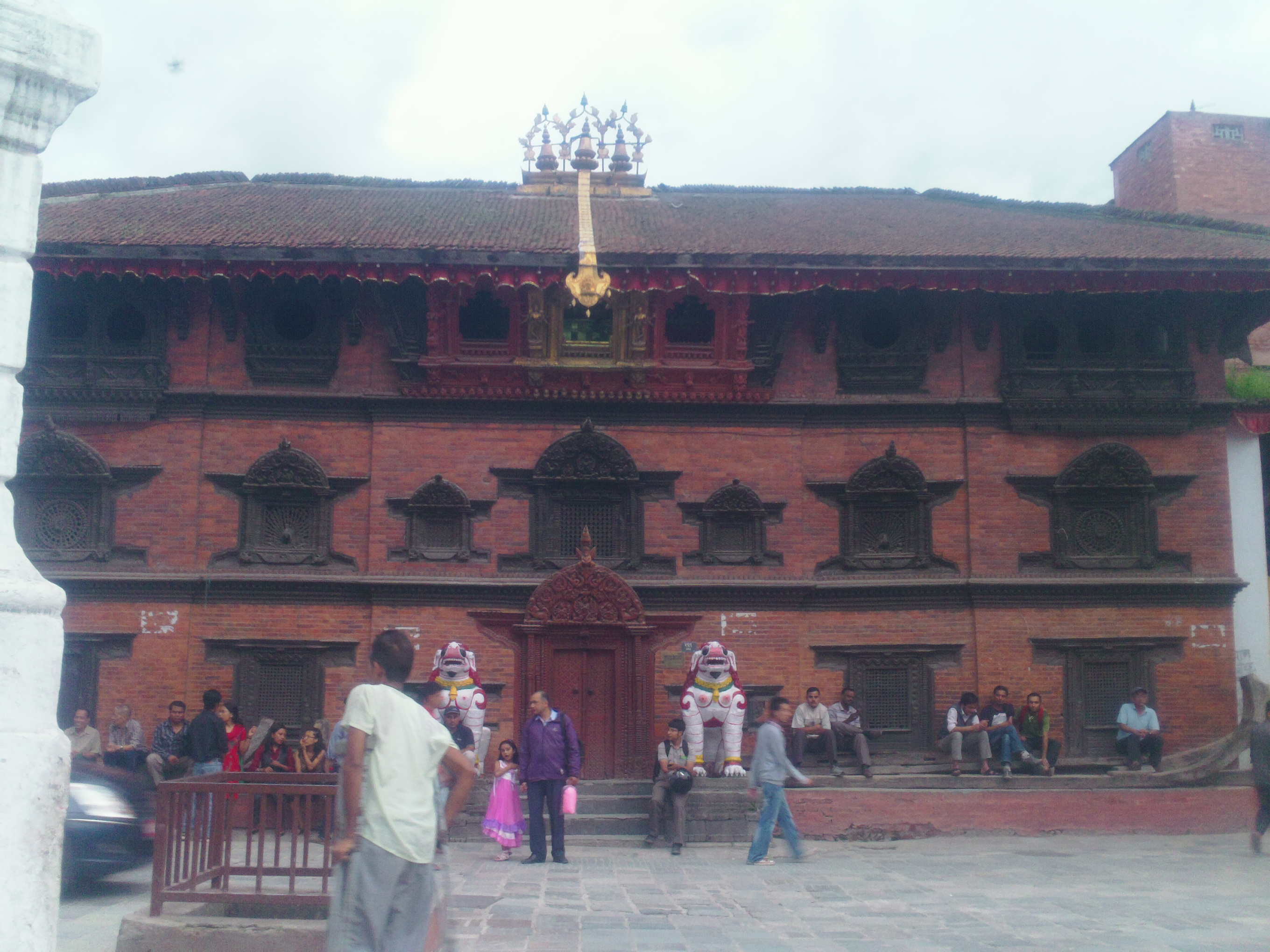
クマリの館（カトマンズ）

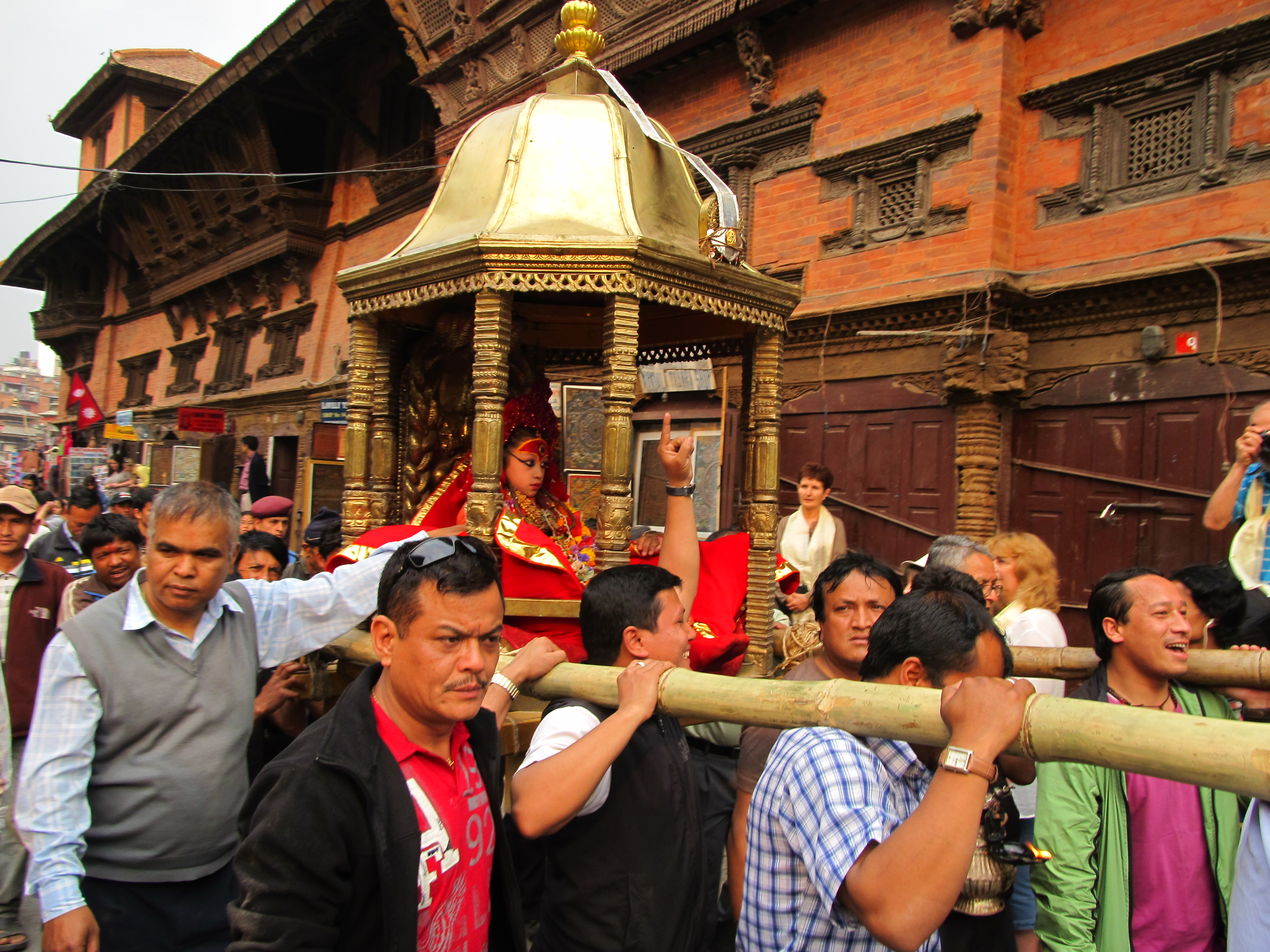
クマリの館を出るクマリ

クマリには、大女神ドゥルガーや昔のネパール王国の守護神であるタレジュ女神、さらに仏教徒からは密教女神ヴァジラ・ディーヴィーが宿るとされる。
建物は、2頭の石像の獅子のある入り口を抜けるとクマリ・チョークと呼ばれる中庭があり、バルコニーや木彫りの窓枠を持つ3階建ての建物に囲まれており、カトマンズ盆地特有の住居形式である。
クマリに選ばれた少女は3-5歳の頃に親元を離れ、ここでの暮らし始め、学校にも行かず、年に数度の祭りのとき以外、館の外に出ることはない。初潮を迎えると身体に宿る聖性が失われるとされ、次のクマリと交代するまでその生活を続けることになる。
クマリを見ると、幸せになれるとする言い伝えがあるため、館の前には、いつも人だかりができている。女神の世話人である館の守人にお布施を渡すと、クマリが2階の窓からしばらく顔を出す。写真撮影が禁止されている。
※クマリについて詳しくはクマリを参照。

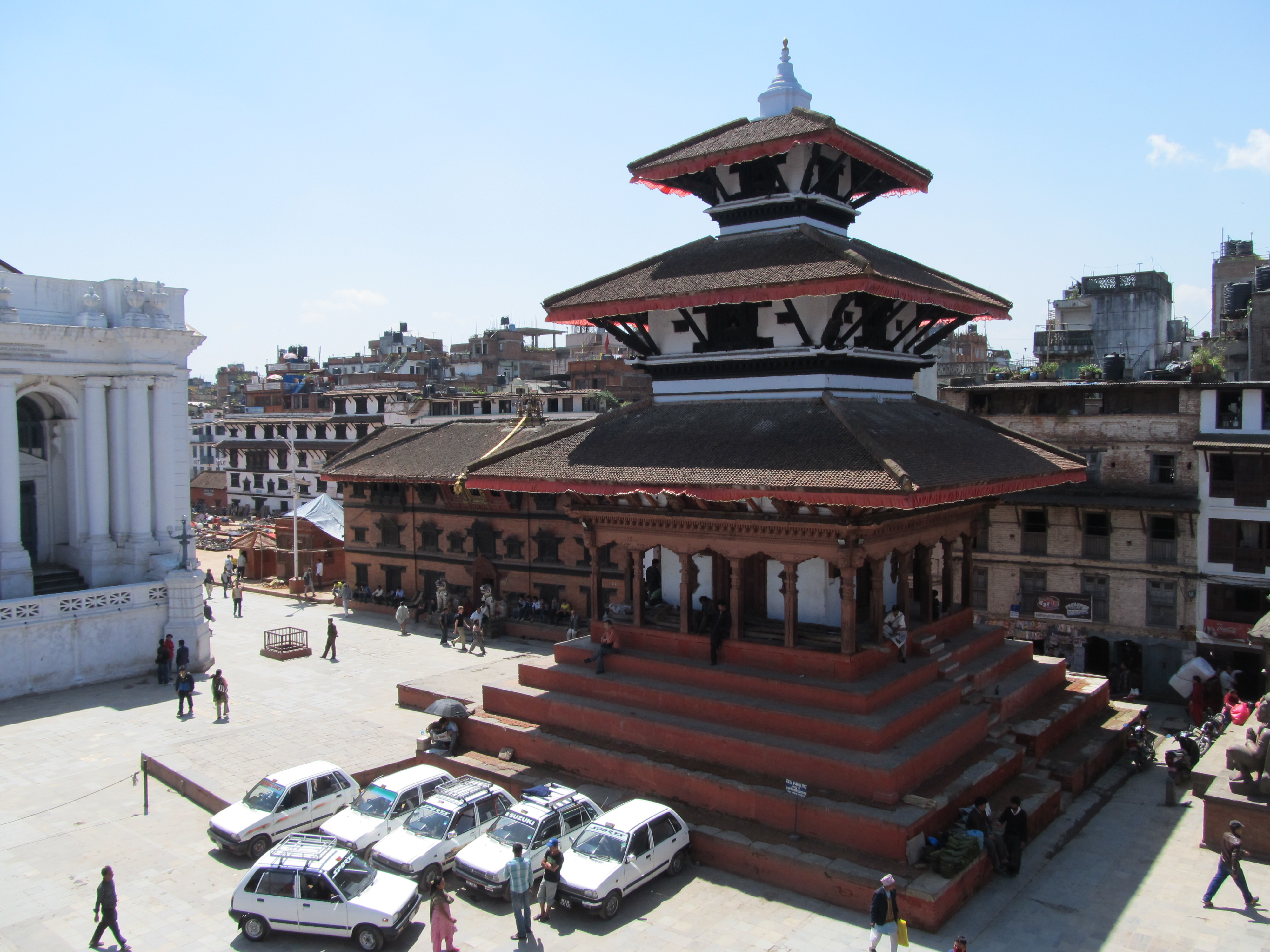
クマリの館前のパゴダ
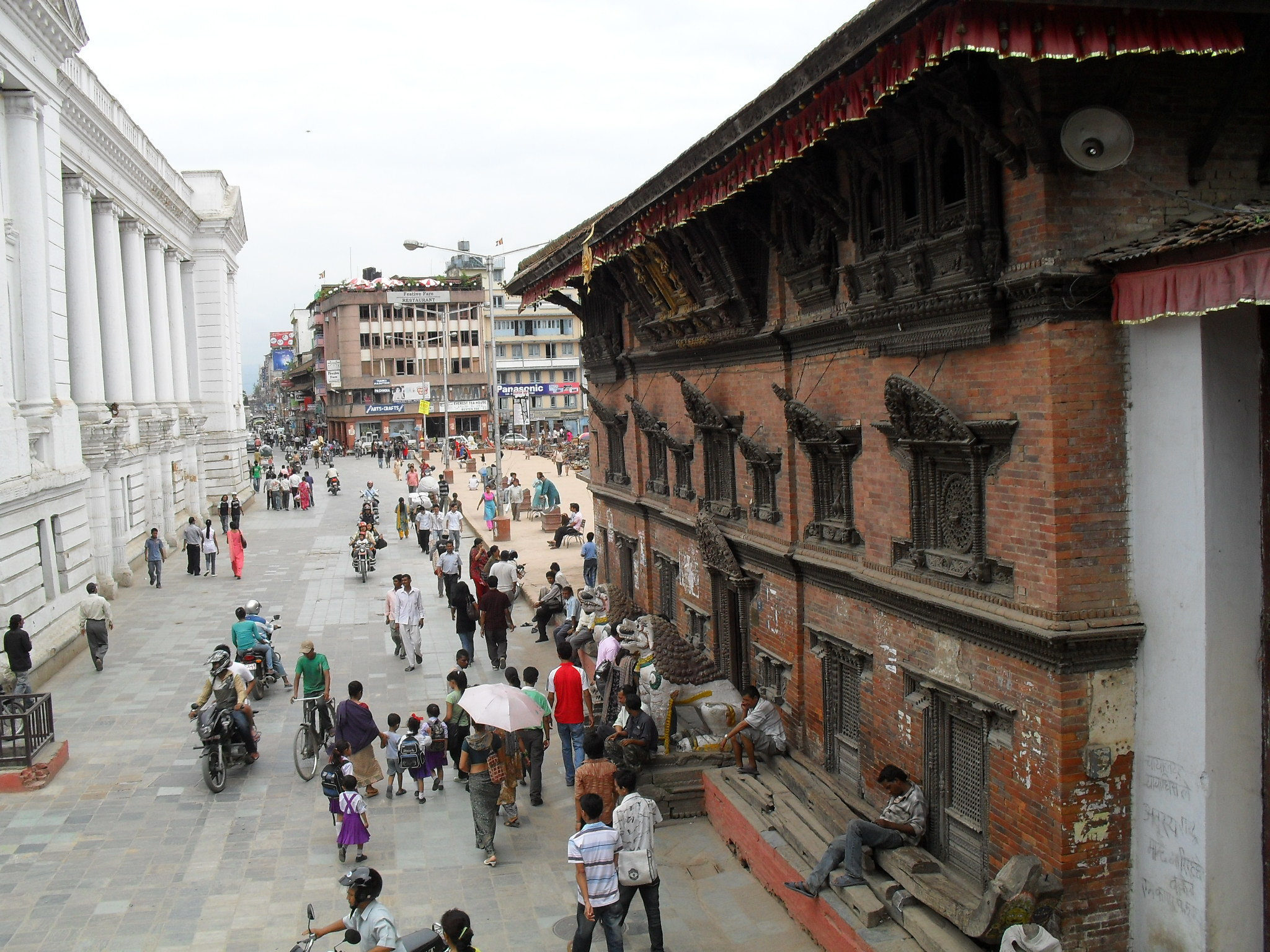
館の側面
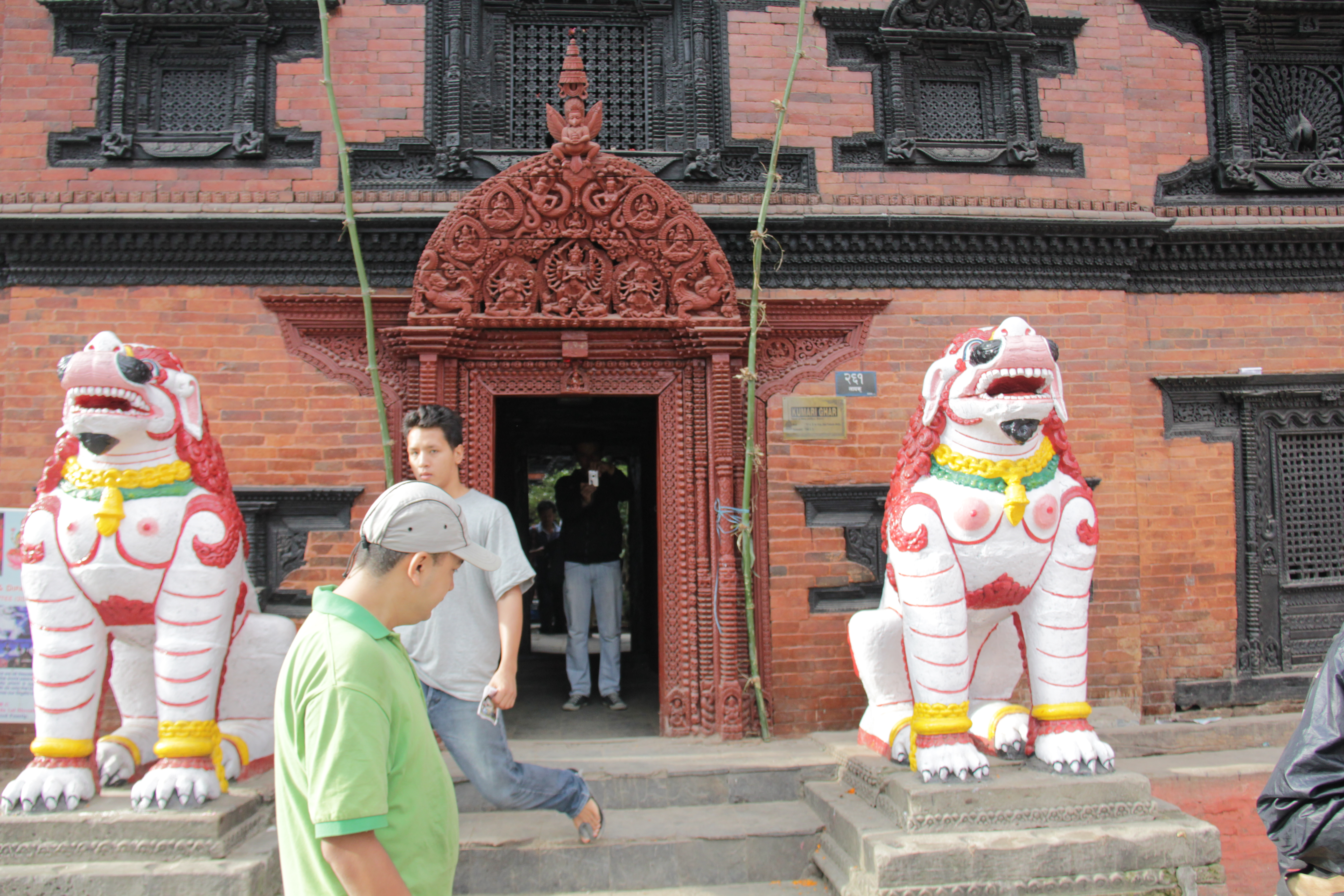
入口
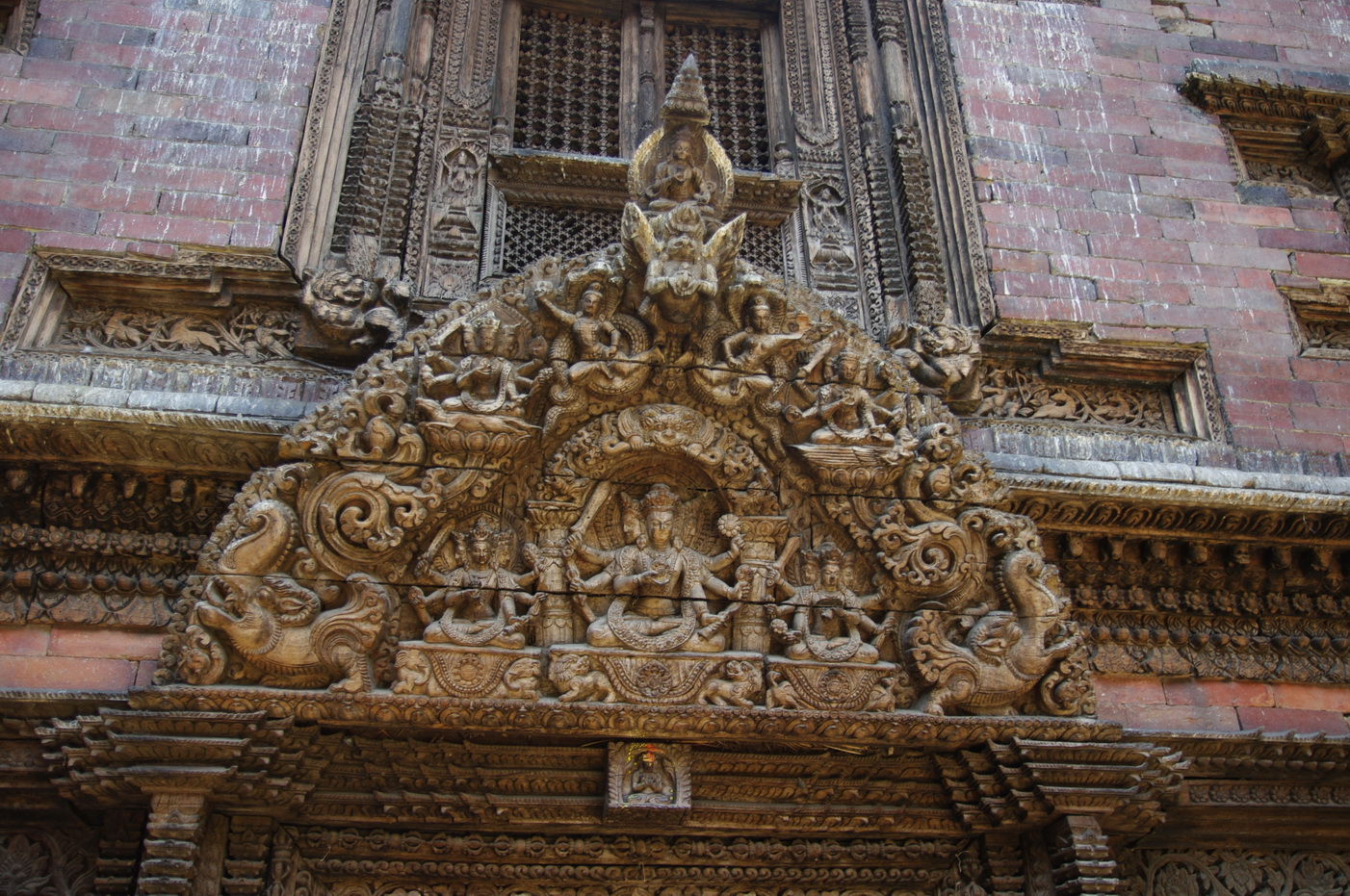
彫刻の詳細
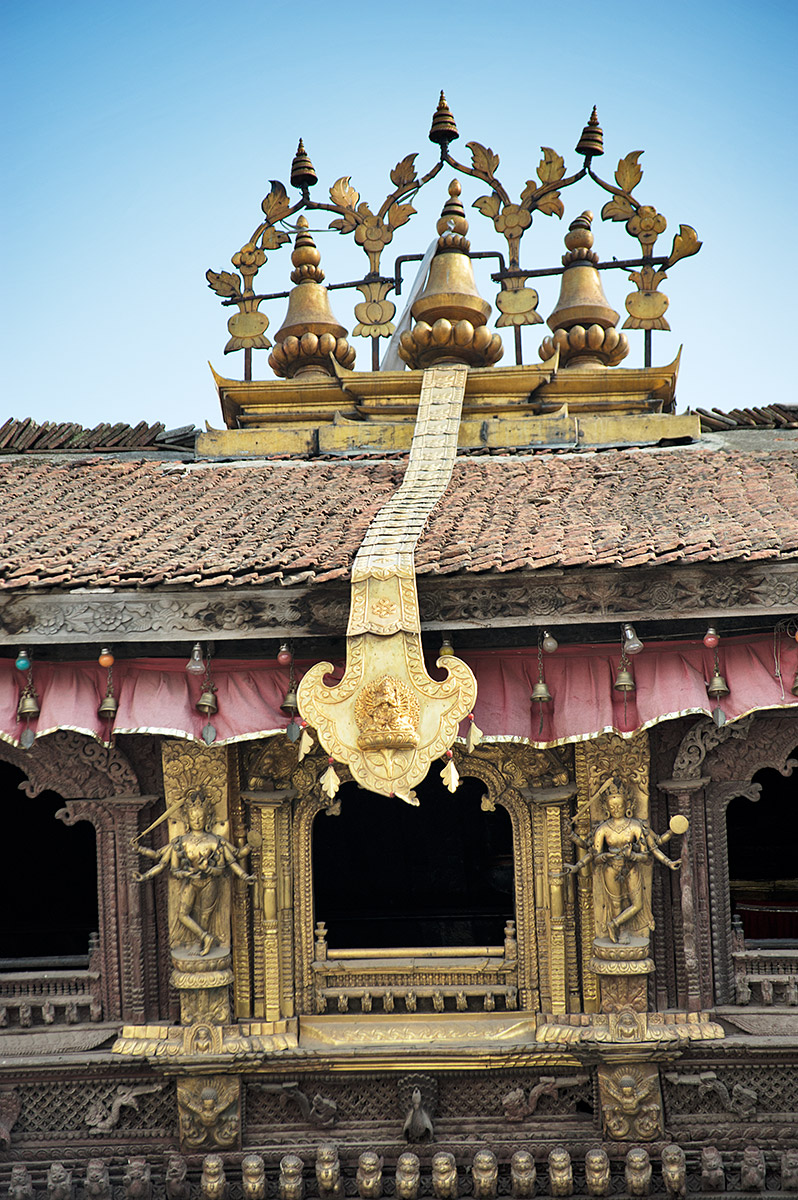
頭頂部
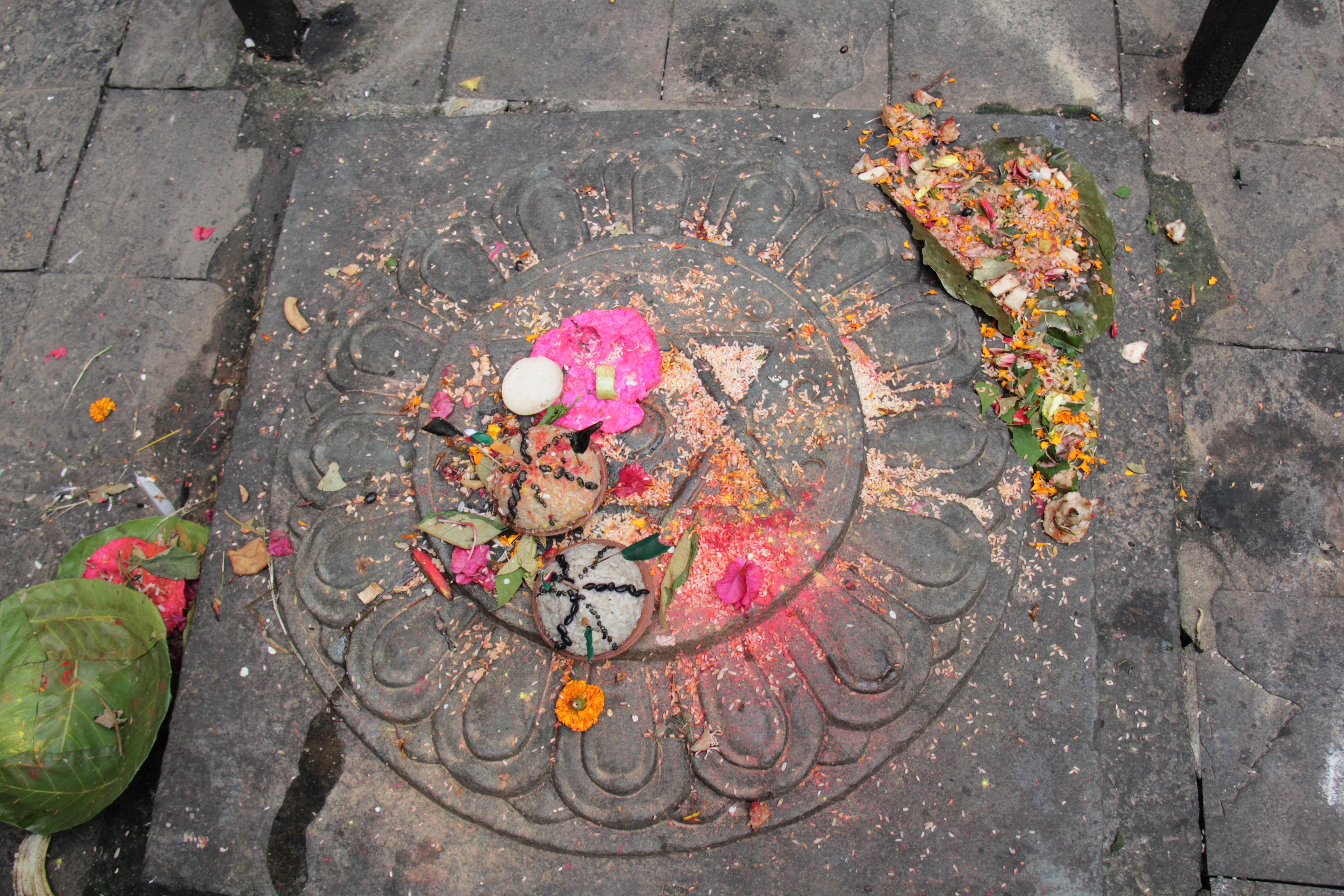
マンダラ